# Geopolitika
Geopolitika (en cyrillique: Геополитика, « Géopolitique ») est une revue russe fondée en 2008, spécialisée dans le domaine de la géopolitique et de l'analyse politique internationale. Geopolitika s'intéresse également à l'histoire des relations diplomatiques, à l'histoire internationale en général et à la culture. La rédaction, dirigée par Elena Sazanovitch, consiste en six journalistes permanents, sept correspondants à l'étranger et une trentaine d'experts politologues. Des diplomates, des historiens, des politologues et des personnalités extérieures s'expriment régulièrement dans ses colonnes. La revue est publiée par le groupe СтоЛент (StoLent). Elle s'adresse au grand public soucieux de se former une opinion, et non pas aux spécialistes.
Comme l'Institut français des études stratégiques ou l'Institute for Problems of Globalization (États-Unis), Geopolitika est le cofondateur du forum international Dialogue of Civilizations and Cultures.